# 戸賀港

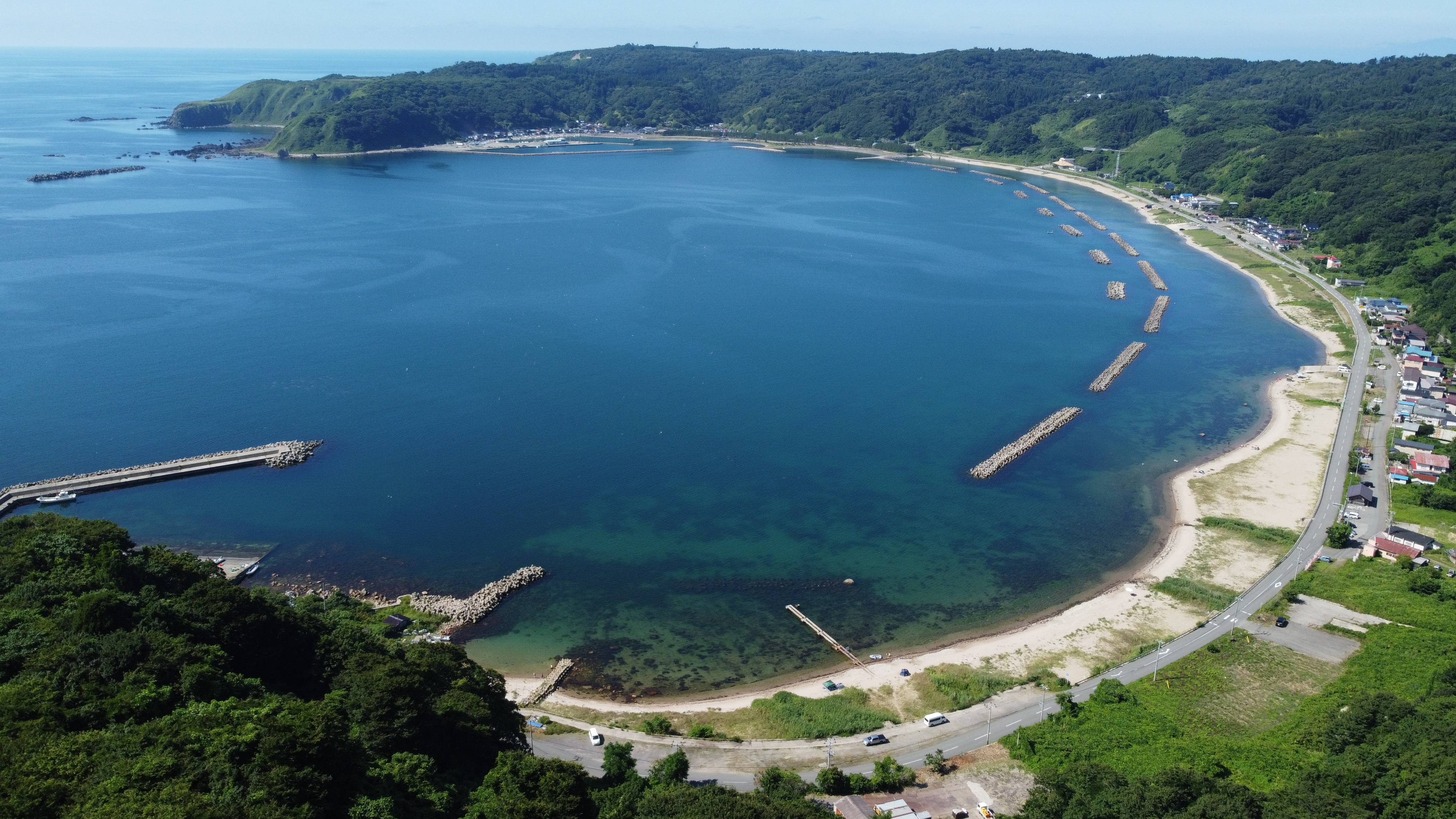
戸賀湾

戸賀港（とがこう）は、秋田県男鹿市にある地方港湾で、男鹿半島西部の戸賀湾に位置する。港湾管理者は秋田県、港湾法上の避難港である。
物揚場・船揚場があり、普段は地元漁船の船だまりとして利用されているが、荒天時には沿岸を航行する小型船舶の避難港となる。戸賀湾北岸の戸賀地区では「ふるさと海岸整備事業」として階段式護岸や離岸堤、潜堤などの施設が整備されている。
2015年度の発着数は189隻（3,213総トン）、利用客数は6,570人（乗込人員3,285人、上陸人員3,285人）である。

## 戸賀湾
男鹿半島西部の戸賀湾は広さおよそ1.54平方キロメートル、別名四ノ目潟ともよばれる。湾内では水産資源の試験養殖が行われているほか、戸賀海水浴場がある。また、戸賀湾南端では男鹿水族館GAOに隣接して男鹿国定公園の海岸をめぐる観光船の船着場がある。

### 戸賀火山
約40万年前に発生した流紋岩質マグマによる大規模なマグマ水蒸気噴火によって形成されたタフリング。直径は東西1.7km・南北2.5kmで、現在の戸賀湾の東側と二ノ目潟を含む。タフリングとしての地形的特徴はすでに失われているものの、戸賀湾岸の浜塩谷を中心とした漏斗状の負の重力異常が現存しており、基盤岩の深さは最大海面下380m・埋まった堆積物の体積は0.49km3となっている。約40万年前の噴火による合計噴出量は、2km3を超えるとされる。
戸賀火山の形成年代が約40万年前なのに対して、目潟の形成年代は約2～3万年前と開きがある。

## 周辺
男鹿水族館GAOは戸賀湾の南端に近く、周囲には護岸や遊歩道が整備されている。また戸賀湾から男鹿温泉郷まで2km余りである。
- 郵便局株式会社戸賀郵便局 - 湾の北東側の集落内にある。ATM設置、風景印設置。